# Pennales
Pennales é um agrupamento taxonómico tradicional, geralmente colocado ao nível taxonómico de ordem, que agrupa um tipo morfológico específico das algas heterocontes conhecidas como diatomáceas penadas.

## Descrição
O nome da ordem deriva do formato da parede celular da diatomácea, ou seja da frústula, que neste grupo são elongadas e com simetria bilateral. As válvulas podem ter forma linear ou oval e, geralmente, apresentam padrões ornamentais bilateralmente simétricos. Esses padrões são compostos por uma série de linhas transversais (conhecidas por estrias) que podem parecer linhas de pontos quando vistas ao microscópio óptico. Algumas diatomáceas penadas (as Bacillariophyceae) também exibem uma fissura ao longo de seu eixo longitudinal, designada por rafe, estrutura envolvido nos movimentos deslizantes feitos pelas células dessas diatomáceas (todas as siatomáceas commotilidade exibem rafe).
Em termos de ciclo celular, as células vegetativas são diplóides e sofrem mitose durante a normal divisão celular. Periodicamente, o processo de meiose ocorre e produz gâmetas haploides morfologicamente idênticas (isogâmetas), que se fundem para produzir o zigoto, que por vezes é binucleado, que se desenvolve num auxósporo (a partir do qual  são produzidas células vegetativas de tamanho normal).
Em alguns sistemas de classificação taxonómica, as diatomáceas da classe Pennales são divididas em dois grupos: diatomáceas sem rafe, conhecidas como arrafídeas, na classe Fragilariophyceae; e diatomáceas com rafe, conhecida como rafídeas, na classe Bacillariophyceae.